# Josef Obajdin
Josef Obajdin (Vlašim, 7 novembre 1970) è un ex calciatore ceco, di ruolo attaccante.

## Palmarès

### Club

#### Competizioni nazionali
- Campionato ceco: 5

Sparta Praga: 1996-1997, 1997-1998, 1998-1999, 1999-2000, 2000-2001